# Beli
Beli, Belenus („lśniący”) – w mitologii brytańskiej, szczególnie w Galii (później od Italii po Brytanię), bóg płodności i słońca, mający w swej pieczy owce i bydło. Jego małżonką była Belisama. W Irlandii znany był jako Bile („święte drzewo”). Mógł być identyczny z Belatu-Cadrosem.
W Walii uważano go za męża Danu i ojca takich postaci, jak Dagda, Dian Cecht, Lir, Lugh, Gwydion, Govannon, Arianrhod, Gilfaethwy i Amaethon. Mimo szerokiego rozprzestrzenienia jego kultu, wiadomości o nim są wyjątkowo skąpe.  

## Kult
Jego świętem było Beltaine („Ogień Bela”) przypadające w dniu 1 maja. Zapalano wtedy ognie oczyszczające, zmuszając bydło, by przeszło między nimi przed wyjściem na pastwisko. Jego kult istniał również wśród Celtów zamieszkujących Galię (Akwitanię, Burgundię, ziemie Ligurów) i północną Italię, lecz także Brytanię, Irlandię i Walię. Na obszarach opanowanych przez Rzymian został utożsamiony z Apollonem. Był głównym bóstwem Noricum, jako Apollonowi oddawano mu szczególną cześć w Akwilei. Miano jego przetrwało w niektórych nazwach miejscowych, jak np. londyńskiego Billingsgate.  

## Inne imiona
- Bel (Irlandia)
- Belenos (Galia)
- Beli (wśród Brytów i w Walii)
- Bile